# Le Don (McIntosh)
Pour les articles homonymes, voir Le Don.
Le Don (titre original : Myrren's Gift) est le premier tome de la trilogie nommée Le Dernier Souffle de Fiona McIntosh.
Les deux autres tomes sont Le Sang et L'Âme.

## Résumé
Le général Wyl Thirsk du royaume de Morgravia a vu son meilleur ami se faire décapiter, sa sœur torturée et l'homme qui l'a élevé envoyé à une mort certaine. Tout cela est l'œuvre du cruel roi Celimus. 
Ce dernier a jeté son dévolu sur le royaume voisin Briavel et la jeune et jolie reine Valentyna semble condamnée à une alliance politique que son cœur refuse. Pour sauver celle qu'il aime de ce piège mortel, Wyl n'a plus d'autre choix que... trahir et se battre. Mais il doit d'abord maîtriser Le Don, ce sortilège lancé par Myrren la sorcière, qui a plongé sa vie dans le chaos et menace de détruire les trois royaumes.

## Personnages principaux
- Wyl Thirsk : général du royaume de Mogravia, personnage central de l'histoire.
- Celimus : prince, puis roi de Mogravia
- Romen Koreldy : mercenaire
- Valentyna : reine du royaume de Briavel, qui est l'ennemi de toujours du royaume de Morgravia
- Myrren : la sorcière qui a enchanté Wyl
- Fynch : Un jeune garçon étrange et exceptionnellement intelligent qui travaille dans le château.